# Харденбург (замок)
Харденбург (нем. Hardenburg) — руины средневекового замка на скалистом холме на восточной окраине Пфальцского леса в районе города Бад-Дюркхайм в земле Рейнланд-Пфальц, Германия. В своё время Харденбург был одной из самых неприступных твердынь региона Пфальц.

## История

### Ранний период

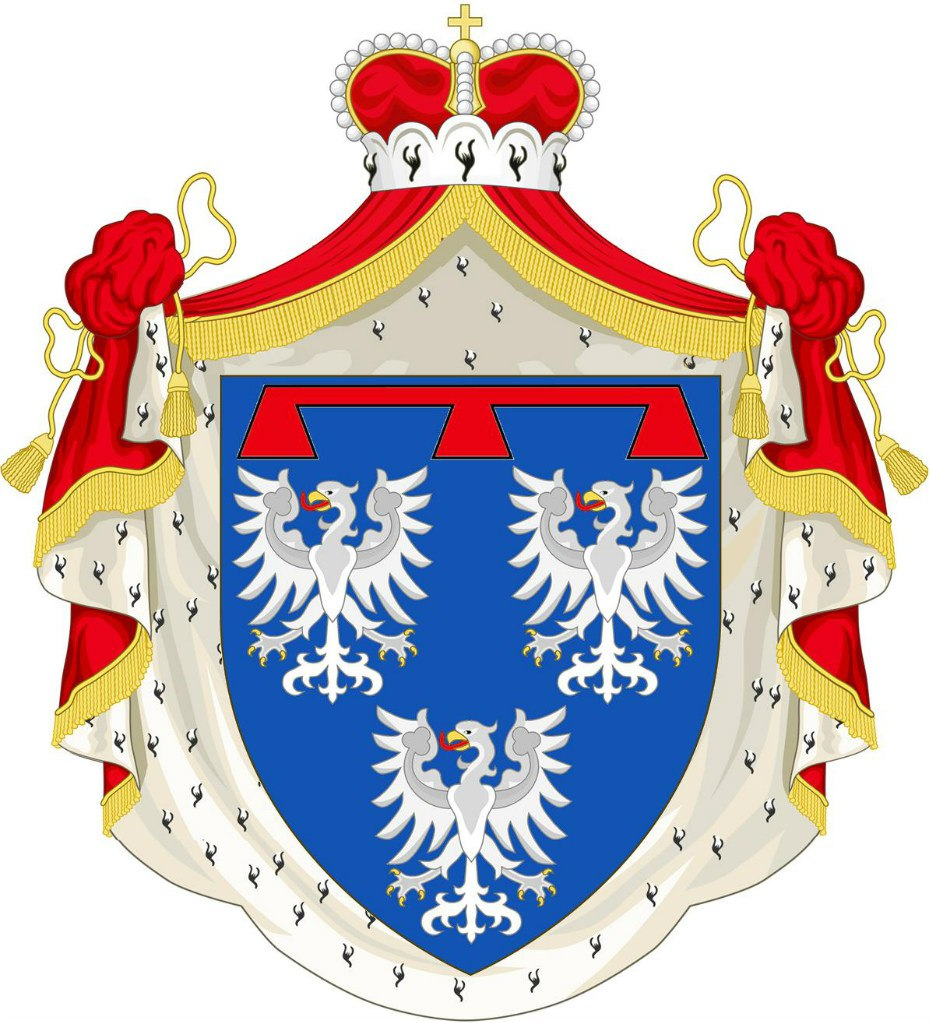
Родовой герб графов фон Лейнинген

Замок заложили в период с 1205 до 1214 годы графы фон Лейнинген. Место для строительства выбрали примерно в 10 км к северу от своего родового владения Альтлайнинген. При этом они незаконно присвоили земли, которое принадлежали Лимбургскому монастырю. Основателем Харденбурга считается граф Фридрих II фон Лейнинген. В 1237 году замок перешёл по наследству к его сыну графу Фридриху III фон Лейнинген. В 1317 году появилась самостоятельная графская линия фон Лейнинген-Харденбург. Основателем династии стал граф Готфрид. А после споров о наследовании, возникших между его сыновьями, в 1345 появилась ещё одна линия — графов фон Лейнинген-Риксинген.

### Эпоха Ренессанса
После того, как рейхстаг в 1512 году наложил санкции на графа Эмиха IX замок Хардбург должен был перейти под контроль Пфальцского курфюрста Людвига V. Графы Лейнингер пытались сопротивляться и Хардбург через некоторое время был осаждён имперскими войсками. После переговоров графы предпочли сдаться и покинули замок. Однако в 1519 году семья фон Лейнинген смогла вернуть крепость.
В конце XV и в начале XVI веков замок был значительно расширен, а его укрепления стали ещё мощнее. Башни и стены Харденбурга могли успешно противостоять в том числе и артиллерийскому обстрелу.   Всё это очень пригодилось во время Тридцатилетней войны. В замке не раз находили убежище жители близлежащих селений, когда приближались вражеские армии.
С 1560 по 1725 год в Харденбурге находилась главная резиденция графов фон Лейнинген. Для них в замке построили просторный дворец.
Мощный замок успешно выдержал первую осаду во время Войны Аугсбургской лиги (1688–1697), когда в Пфальц вторглись войска французского короля Людовика XIV. Французские отряды, которыми командовал генерала Эзекиель Дюма Мелак, опустошили земли Пфальца на левом берегу Рейна и в 1692 году вновь осадили Харденбург. На этот раз крепость получила очень серьёзные повреждения. Часть замка оказалась разрушена.

### XVIII век
В 1725 году графы Лейнинген-Дагсбург-Харденбург решили перенести свою резиденцию из замка Харденбург, который так и не смогли восстановить, в свой дворец в городе Дюркхайм. Крепость за последующие годы ещё больше обветшала.
В 1794 году французские революционные войска захватили Харденбург и подожгли его. В результате сгорели сохранившиеся здания, в том числе и с ценными интерьерами. С той поры замок постепенно стал превращаться в руины. Помимо Харденбурга французы сожгли графский дворец в Дюркхайме.

### XIX век

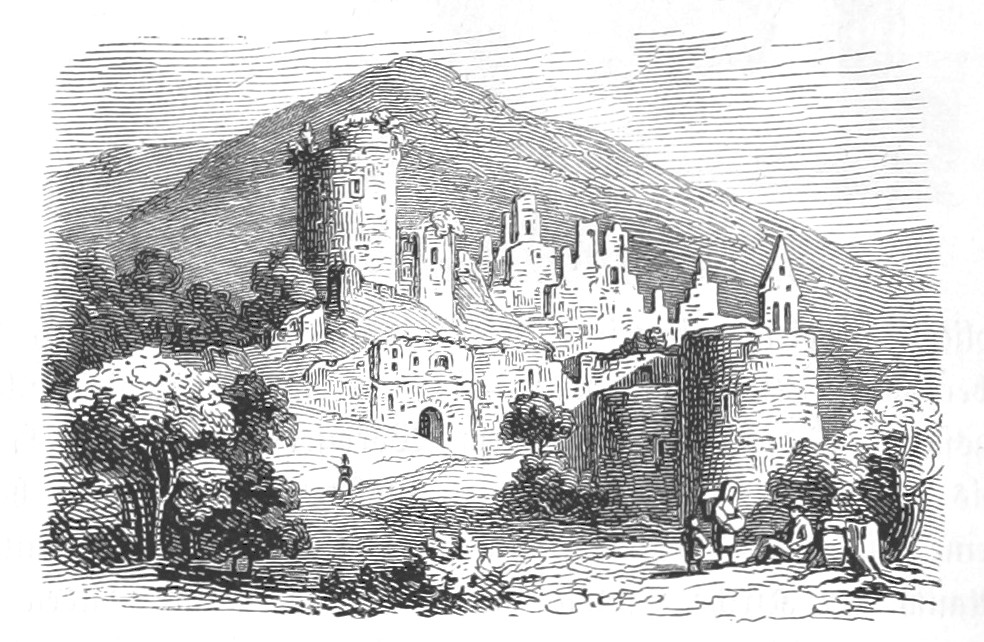
Замок на рисунке 1852 года

В 1801 году все германские территории на левом берегу Рейна перешли под контроль французской администрации. Князь Карл цу Лейнинген получил от Наполеона компенсацию: в 1803 году за счёт  земель бывшего Майнцского курфюршества и вюрцбургской епархии в Оденвальде было создано новое княжество Лейнинген. Его основой стали бывшие владения Аморбахского аббатства.
Помимо Харбурга В Пфальцском лесу осталось ещё несколько руин и остатков средневековых укреплений: замок Ландек, охотничий замок Кердинаннихтс, руины Муррмирнихтфиль и Шаудихнихтум.

## Современное использование
Харденбург находился в собственности властей Баварского королевства с 1820 года. В настоящее время замок управляется администрацией земли Рейнланд-Пфальц. Внутри есть небольшая экспозиция посвящённая истории Харденбурга и археологическим находкам.
В крепости проводятся различные музыкальные и культурные мероприятия. Каждое позднее лето в Харденбурге открывается фестиваль Средних веков с действующим рынком. С 2004 года здесь в сентябре проходит фестиваль альтернативного рока Rock die Burg.
С 2008 по 2012 год были проведены ремонтные работы на общую сумму 6,5 млн евро.
В западной части замка оборудована смотровая площадка, с которой открываются панорамы долины реки Изенах и руины монастыря Лимбург.

## Расположение
Харденбург возвышается на 200-метровой скале над одноимённой долиной. В прежние времена расположение крепости позволяло держать под контролем окрестные земли, включая долину Изенах.
На расстоянии чуть менее двух километров к востоку от Харденбурга расположены руины Лимбургского монастыря. На левом берегу реки Изенах сохранились руины ещё более древних сооружений. В том числе, часть кельтской стены Хайденмауэр и созданный римлянами карьер для добычи камня Кримхильденштуль.

## Описание
Основная часть замкового комплекса расположена на почти прямоугольном фундаменте размеров 180 на 90 метров. Цитадель защищена каменными стенами высотой семь метров и мощными башнями. Главные укрепления находятся в западной части Харденбурга. После разрушения замка французами в 1794 году крепость больше не восстанавливалась. От прежних построек остались только фрагменты башен, стен и некоторых строений.
Хорошо сохранились только огромные подземные погреба с широкими сводами, построенные ещё в 1509 году.

## Галерея

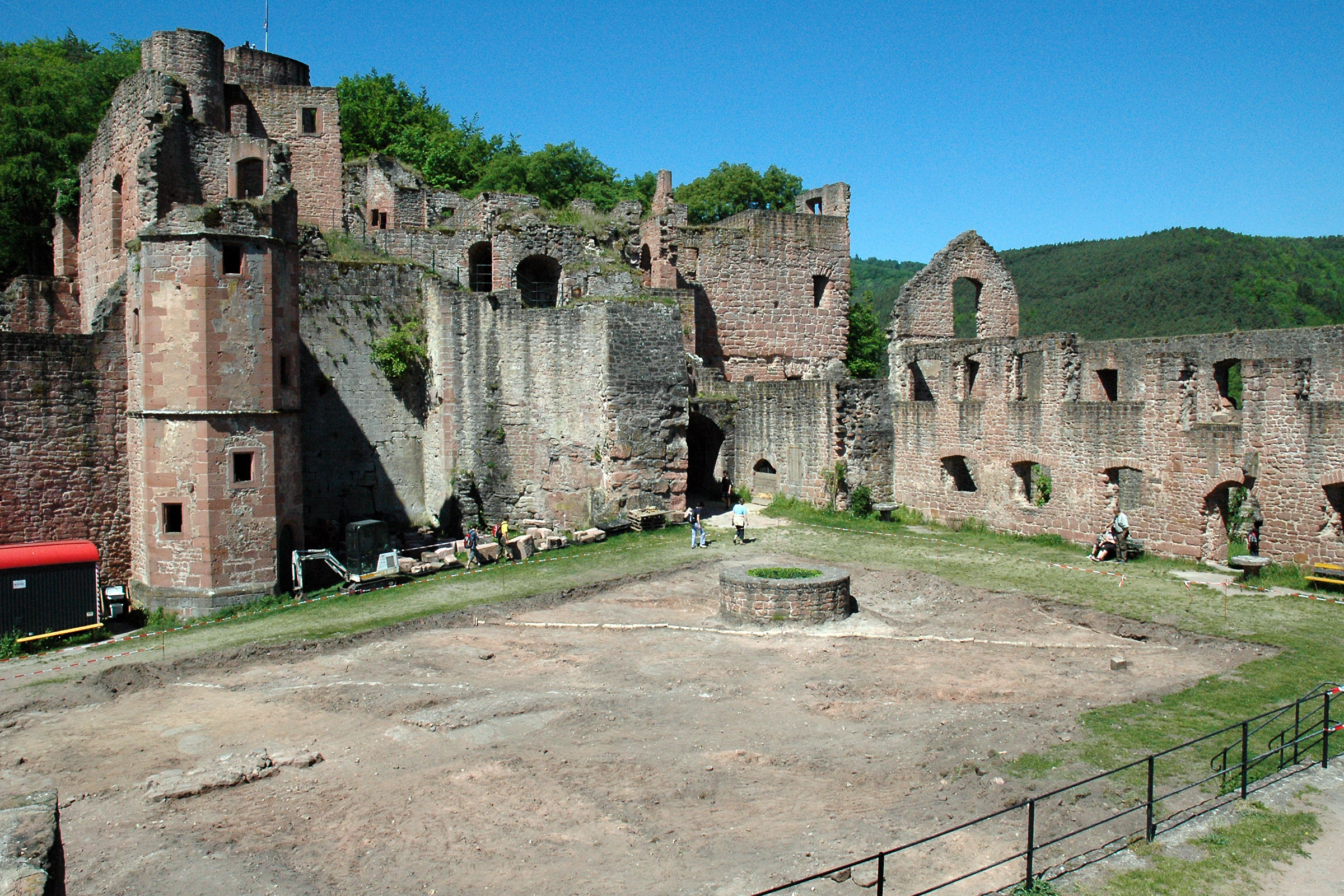
Бывший внутренний двор замка с колодцем
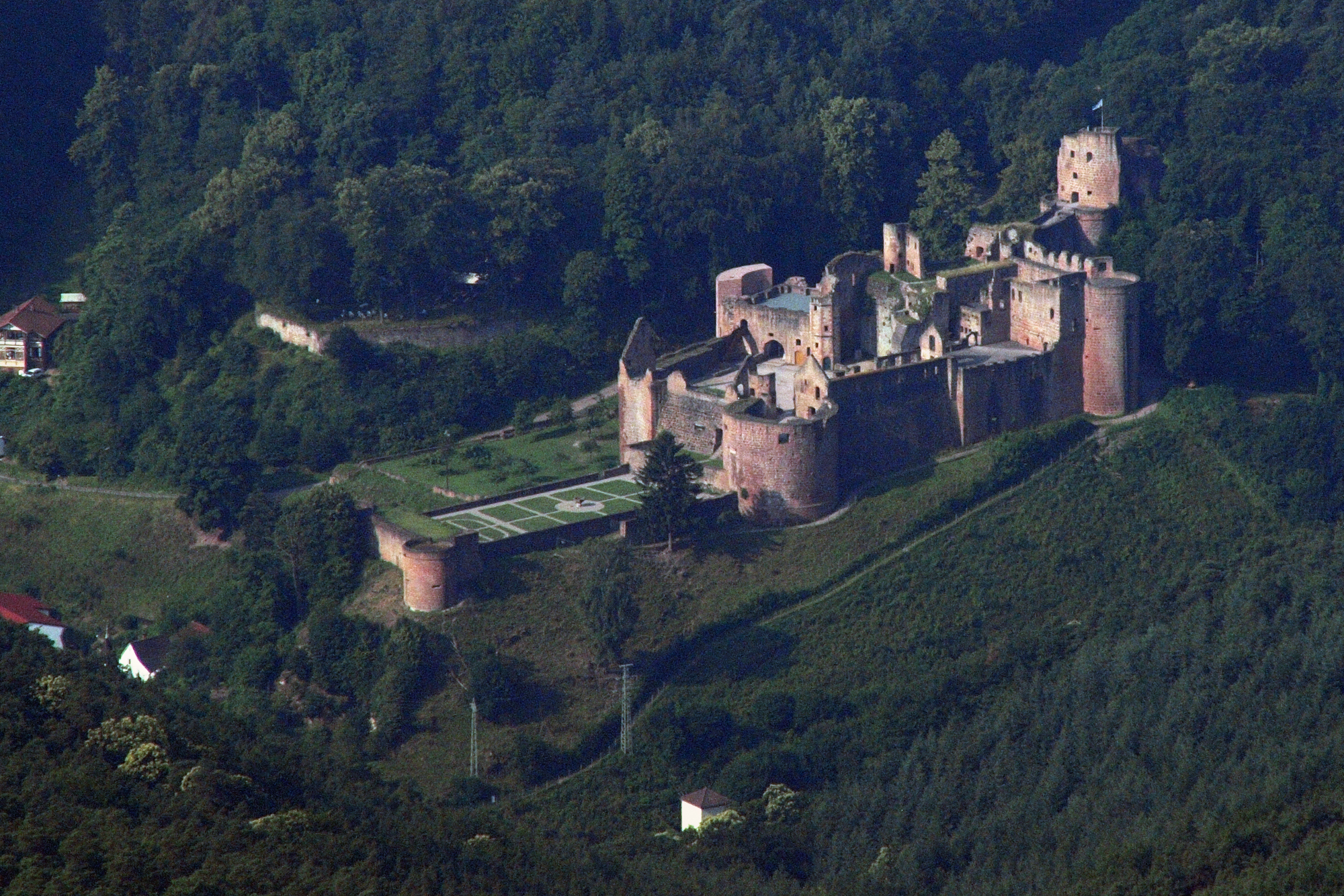
Вид замка с высоты птичьего полёта
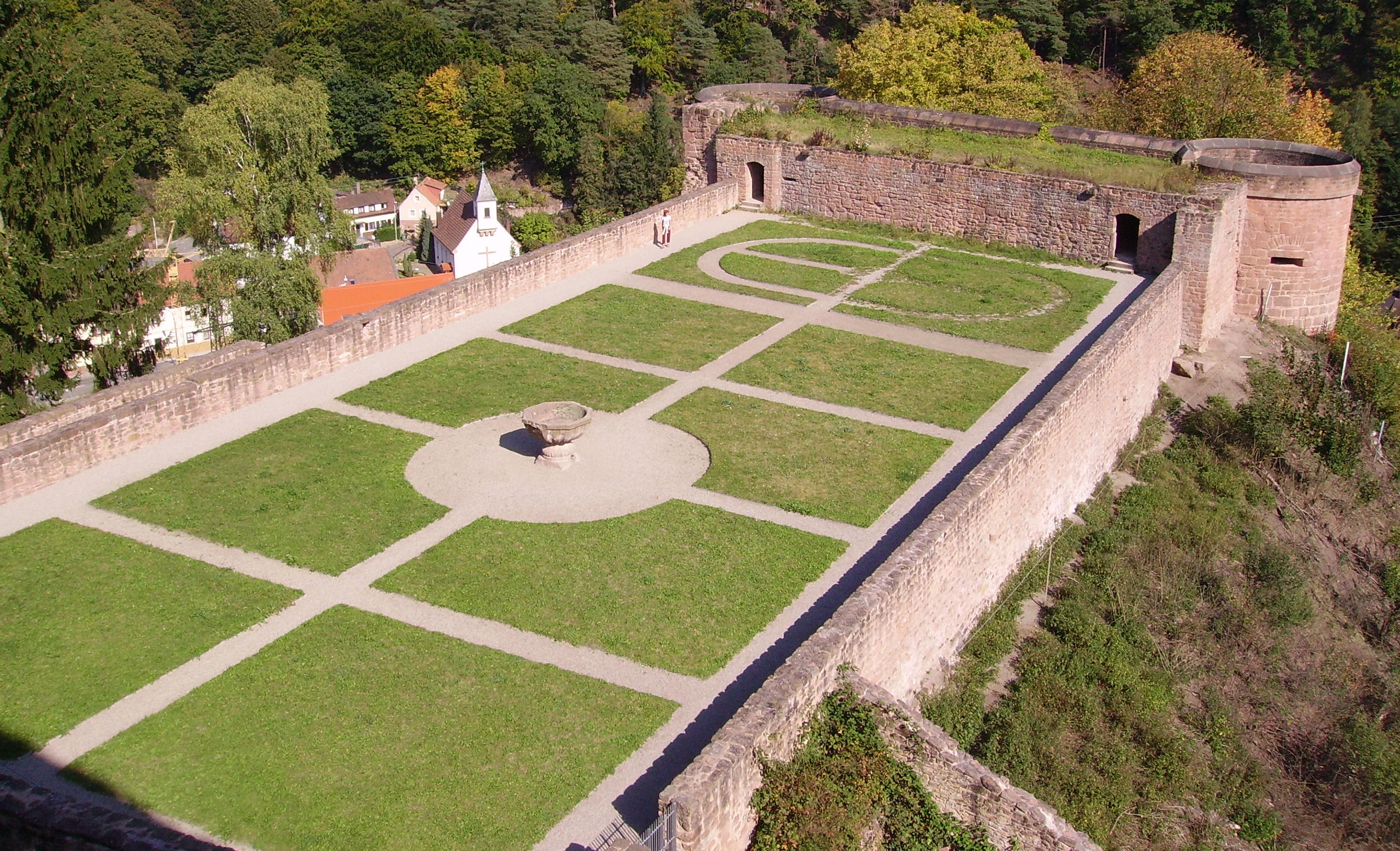
Бывший замковый сад
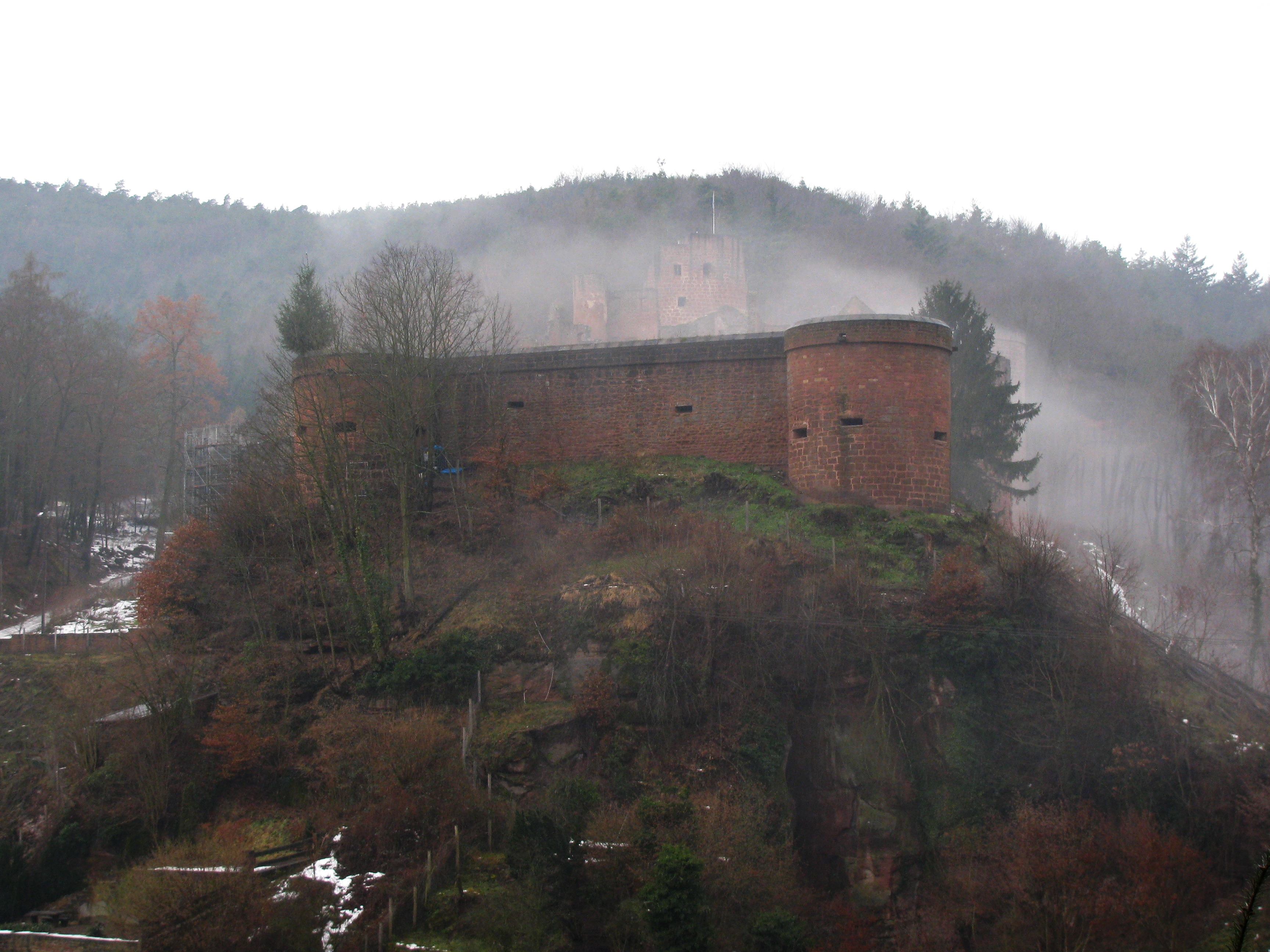
Вид крепости с восточной стороны
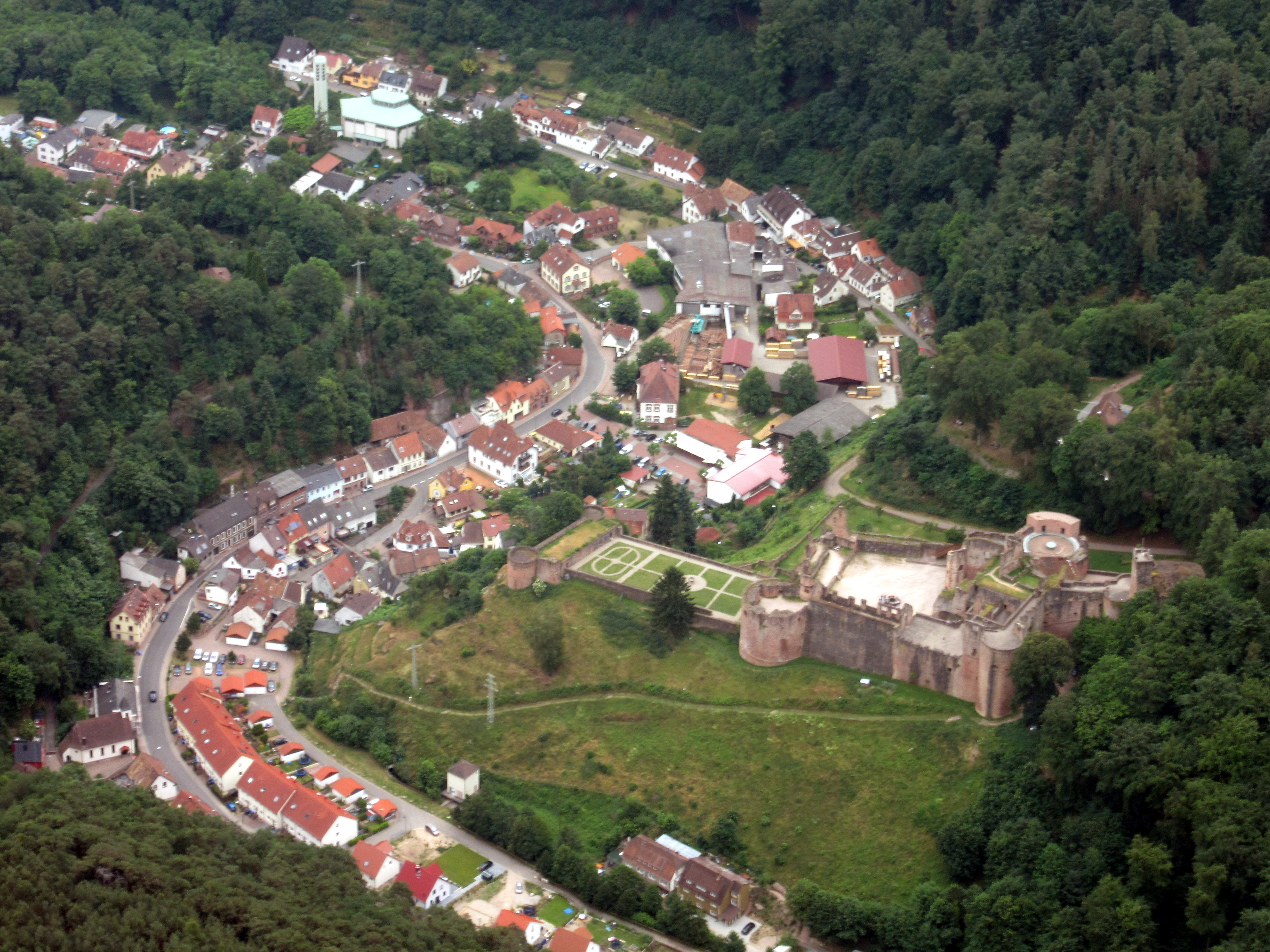
Вид замка и лежащего внизу поселения Харденбург